# Episodi di Fabian of the Yard (seconda stagione)
La seconda stagione della serie televisiva Fabian of the Yard è stata trasmessa in anteprima nel Regno Unito dalla BBC tra il 12 novembre 1955 e il 6 febbraio 1956.
| nº | Titolo originale | Titolo italiano | Prima TV UK      | Prima TV Italia |
| -- | ---------------- | --------------- | ---------------- | --------------- |
| 1  | No Alibi         |                 | 12 novembre 1955 |                 |
| 2  | Escort to Death  |                 | 19 novembre 1955 |                 |
| 3  | The Sixth Dagger |                 | 26 novembre 1955 |                 |
| 4  | The Ribbon Trap  |                 | 17 gennaio 1956  |                 |
| 5  | Cocktail Girl    |                 | 30 gennaio 1956  |                 |
| 6  | The Masterpiece  |                 | 6 febbraio 1956  |                 |